# Brian Arthur

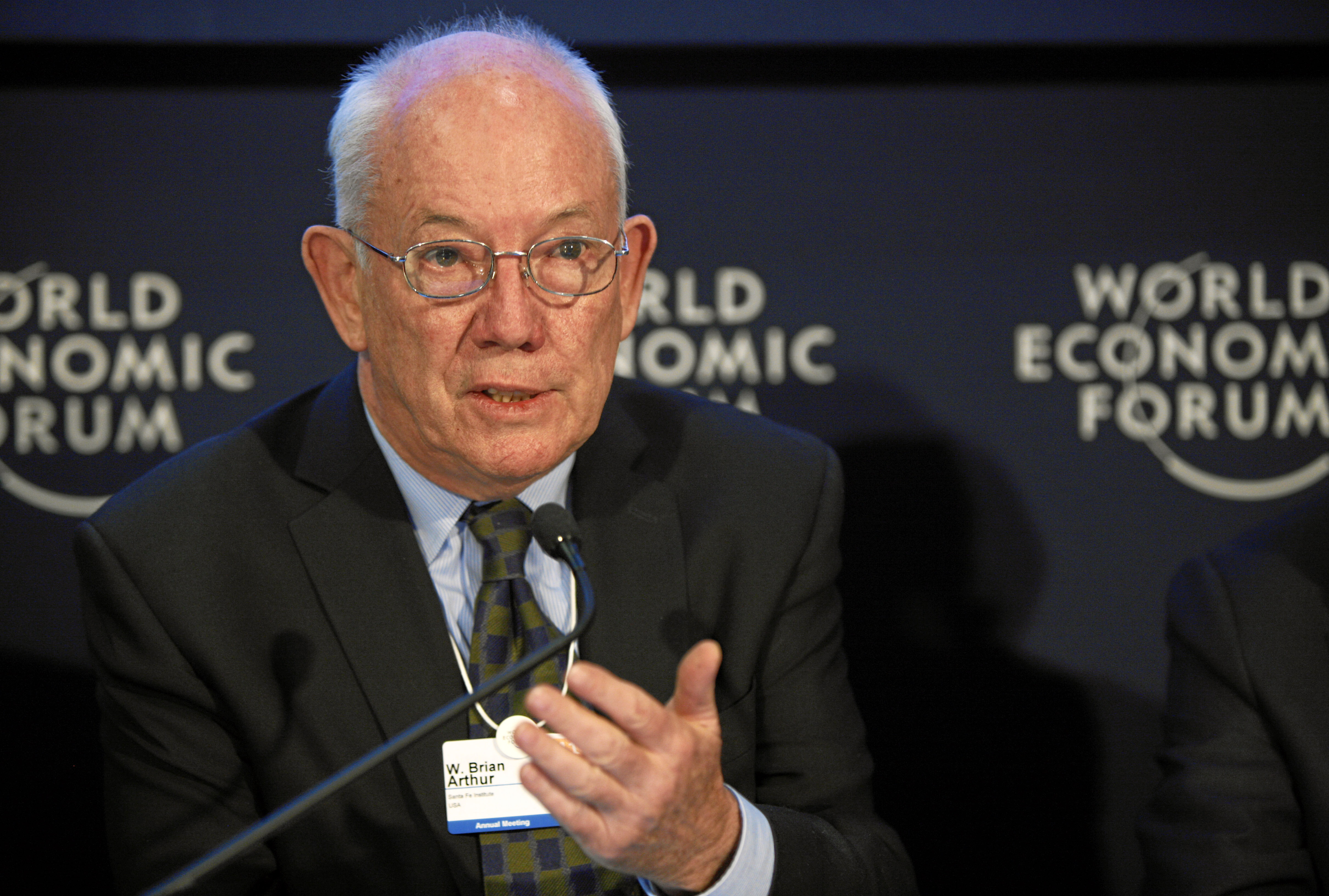
Arthur während des WEFs 2011

William Brian Arthur (* 1945 in Belfast, Nordirland) ist ein britischer Ökonom, Professor am Santa Fe Institute und Gastforscher am  Intelligent Systems Lab (Xerox PARC). Ein Schwerpunkt seiner Forschungen sind Komplexe Adaptive Systeme.

## Leben
1969 erwarb Arthur einen Master in Mathematik an der University of Michigan in Ann Arbor und 1973 einen Ph.D. in Operations Research an der University of California, Berkeley.
Von 1977 bis 1982 arbeitete Arthur am Internationalen Institut für angewandte Systemanalyse (IIASA) in Laxenburg bei Wien.
Von 1983 bis 1996 war Arthur Professor für Humanbiologie an der Stanford University in Stanford (Kalifornien). Zeitweise war er auch Dekan und Professor für Population Studies and Economics.
Von 1988 bis 2006 war er Mitglied des wissenschaftlichen Komitees (Science Board) am Santa Fe Institute, von 1994 bis 2004 im dortigen Treuhänder-Komitee (Board of Trustees) und von 1987 bis 1990 und von 1994 bis 1995 Direktor des dortigen Programms für Wirtschaftswissenschaften.
Seit 2019 zählt ihn der Medienkonzern Clarivate zu den Favoriten auf einen Nobelpreis (Clarivate Citation Laureates).

## Auszeichnungen
- 1987 Guggenheim-Stipendium
- 1990 Schumpeter prize in Wirtschaftswissenschaften der International Joseph A. Schumpeter Society[1]
- 2008 Lagrange-Preis der CRT-Stiftung in Complexity Science

## Schriften (Auswahl)
- Increasing Returns and Path Dependence in the Economy. Ann Arbor 1994
- The Economy as an Evolving Complex System. 2. Auflage, herausgegeben mit Steven Durlauf und David Lane. Addison-Wesley 1997
- The Nature of Technology: What it Is and How it Evolves. The Free Press 2009.